# Symphyotrichinae
Symphyotrichinae es una subtribu de la subfamilia Asteroideae dentro de las asteráceas.

## Descripción
Las especies de esta subtribu tiene un hábito herbáceo, raramente arbustos ( Ampelaster ). El ciclo de vida es normalmente es como hierbas anuales o perennes y arbustos. El indumento puede o no ser glandular. Las hojas a lo largo del tallo están dispuestas de una manera alterna. La lámina es entera, dentado rara vez y nunca dividida en dos lóbulos. Las inflorescencias están formadas por cabezas solitarias, o en formaciones (desde unas pocas a muchas cabezas) libremente corimbosas , o de tipo tirsoide y a veces muy ramificadas con ramificaciones secundarias. Las brácteas del receptáculo son planas, generalmente herbáceas en la parte apical. El receptáculo es plano y sin protección de escamas en la base de las flores. Las flores liguladas se colocan generalmente en una serie (raramente 2-4 series) con pétalos de color blanco o azul. Las flores del disco son hermafroditas . Las frutas son aquenios  cilíndricos, cónicos y ligeramente comprimidos (o mucho). La superficie es multinervada, desprovista de glándulas y con el pelo erizado sin la punta en forma de ancla. Las cerdas de los vilano están dispuestas en una serie (a menudo en 2 series Symphyotrichum y en Canadanthus ).  

## Distribución
El hábitat de las plantas de esta subtribu se encuentra sobre todo en las zonas templadas del  hemisferio norte. Las especies de este grupo se distribuyen principalmente en América del Norte (probablemente son nativas de esta zona), algunas son nativas de América del Sur, y varios han sido naturalizadas en Europa y otras partes del mundo.

## Géneros
La subtribu comprende 5 géneros con unas 180 especies.
| Géneros                            | N. especies                                       | Distribución                                   |
| ---------------------------------- | ------------------------------------------------- | ---------------------------------------------- |
| Almutaster Å. Löve & D. Löve, 1982 | 1 sp. Almutaster pauciflorus (Nutt.) Å. & D. Löve | de Canadá a México                             |
| Ampelaster G.L. Nesom, 1994        | 1 sp. Ampelaster carolinianus (Walter) G.L. Nesom | USA                                            |
| Canadanthus G.L. Nesom, 1994       | 1 sp. Canadanthus modestus (Lindl.) G.L. Nesom    | desde Alaska hasta USA septentrional           |
| Psilactis A. Gray, 1849            | 6 spp.                                            | América norte y sur                            |
| Symphyotrichum Nees, 1832          | ca. 92 spp.                                       | América norte y sur, naturalizada en (Eurasia) |

## Algunas especies

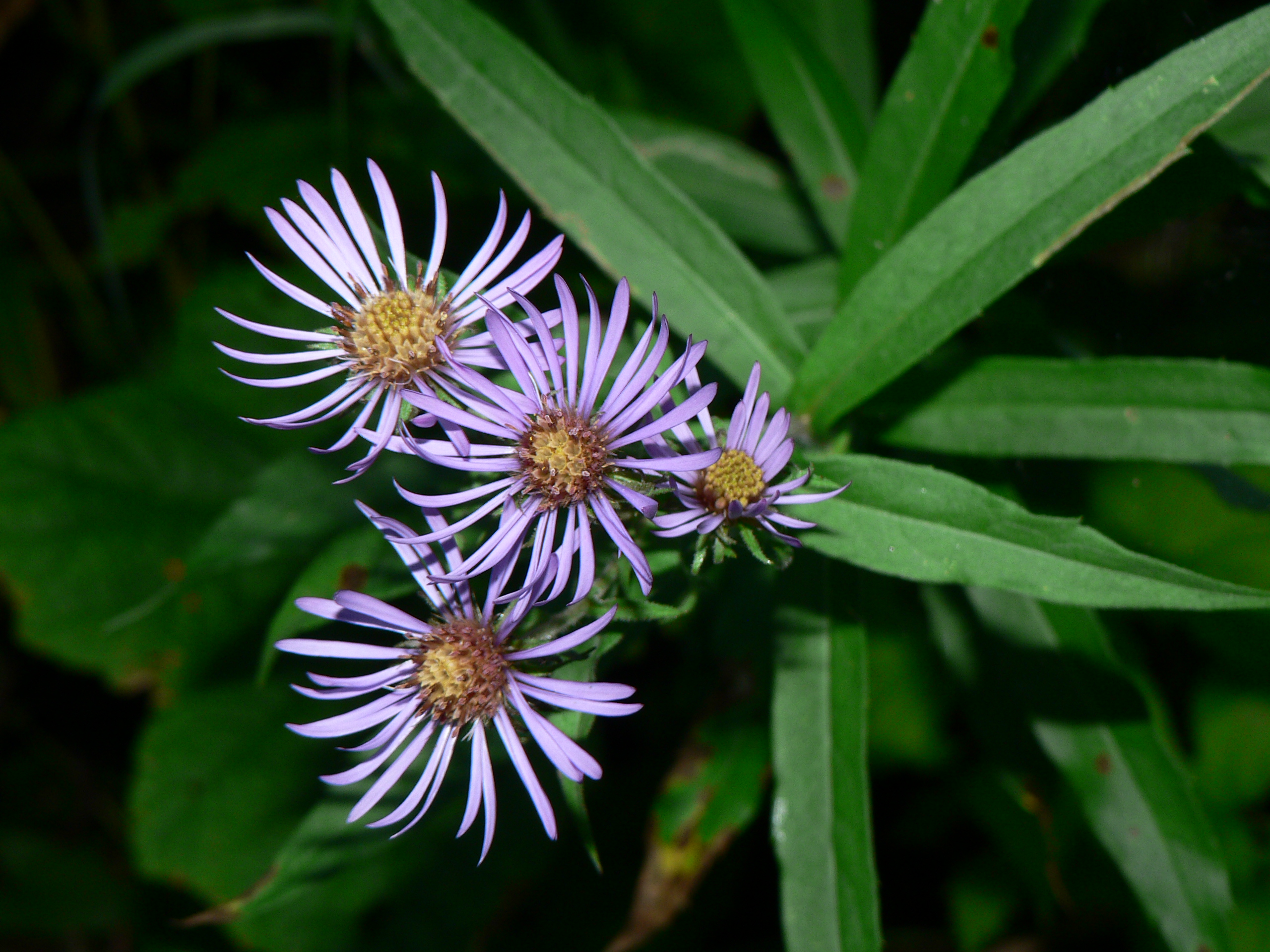
Canadanthus modestus
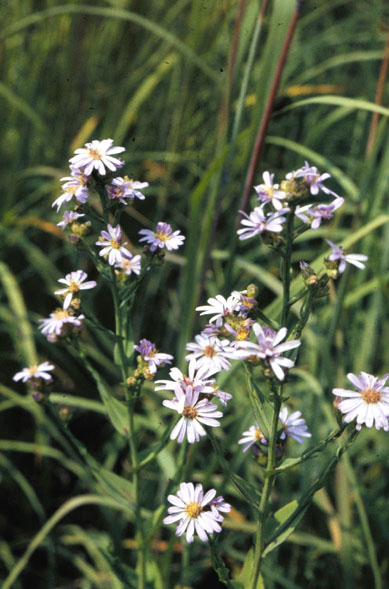
Symphyotrichum laeve
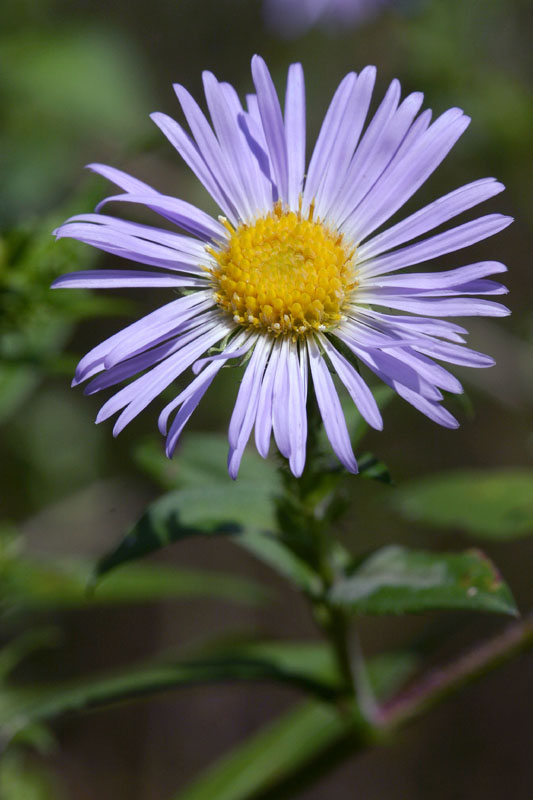
Symphyotrichum novae-angliae